# سلطان بن سعود بن عبد العزيز آل سعود
الأمير سلطان بن سعود بن عبد العزيز آل سعود، الابن الثاني عشر من أنجال الملك سعود، ولد في عام 1359 هـ ووالدته هي نورة بنت زايد الحابوط المطيري. أنهى دراسته الابتدائية والمتوسط والثانوي في معهد الأنجال رغم أنه رفض بأن يدرس في جامعة أو كلية لأن بذلك الوقت ليس من المهم بأن تدرس في جامعة، ثم عين رئيسًا لـ الحرس الملكي السعودي في فترة عام 1961 حتى عام 1968، وقد ترأس نادي النصر السعودي في فترة سابقة.

## زوجاته
- الأميرة هلا الكعكي. والدة الأمير سعود، الأمير منصور، الأمير تركي، الأمير محمد، الأمير طلال، والأميرة سلطانة.
- الأميرة دوش بنت فهد ابن مشفلت آل معمر القحطاني. والدة الأمير خالد، والأميرة نورة.

## أبنائه
- الأمير سعود بن سلطان بن سعود. كان متزوج من الأمير سلطانة بنت بدر بن سعود بن عبد العزيز آل سعود وله من الأبناء الأميرة سارة، والأمير سلطان، ومتزوج من الأميرة موضي بنت عبد الله بن فهد بن فيصل الفرحان آل سعود.
- الأمير خالد بن سلطان بن سعود. متزوج من الأميرة جواهر آل الشيخ وله من البنات الأميرة لولوة.
- الأمير منصور بن سلطان بن سعود (متوفى). متزوج من الأميرة العنود السويلم وله من الأبناء الأميرة هلا، الأمير محمد، والأميرة الجوهرة.
- الأمير تركي بن سلطان بن سعود (حاصل على درجة الماجستير في إدارة الأعمال وترأس نادي النصر السعودي سابقًا). متزوج من الشيخه مريم بنت جابر الصباح وله من الأبناء الأمير سلطان، الأمير عبد الله، الأميرة يارا، والأميرة آية.
- الأمير محمد بن سلطان بن سعود. متزوج من الأميرة دلال آل سعود وله من الأبناء الأمير فهد، الأمير فيصل، الأميرة منيرة، والأميرة سلطانة.
- الأمير طلال بن سلطان بن سعود. كان متزوج من الأميرة حصة بن حثلين وله من الأبناء الأمير سعود، الأمير سلمان (متزوج من الاميرة مشاعل بنت خالد بن سليمان بن عبدالرحمن القضيبي)[3] ، والأميرة فدوى.
- الأميرة سلطانة بنت سلطان بن سعود. كانت متزوجة من الأمير بندر بن ناصر بن عبد العزيز آل سعود ولها من الأبناء الأمير ناصر.
- الأميرة نورة بنت سلطان بن سعود. متزوجة من الأمير متعب بن بندر بن محمد آل سعود (متوفى) ولها من الأبناء الأمير عبد العزيز، والأميرة البندري (متزوجة من الأمير فيصل بن خالد بن عبد الله بن عبد العزيز آل سعود).

## وفاته
توفي الأمير سلطان بن سعود بن عبد العزيز آل سعود في يوم الأربعاء 28 ذو الحجة 1395هـ الموافق 31 ديسمبر 1975م.